# Temple romà de Vic
El temple romà de Vic és un temple romà situat a la població de Vic, Ausa en època romana. És una obra arquitectònica declarada Bé Cultural d'Interès Nacional. Es va construir a principis del segle ii, a la part més alta del terreny aturonat al costat del riu Mèder, prop de la confluència amb el Gurri. Durant segles, va ser un edifici desconegut perquè estava envoltat i formava part del castell dels Montcada, construït a la fi del segle xi. Les seves parets formaven part del pati interior del castell i no va ser fins al 1882, en enderrocar l'antic edifici, que es va descobrir la seva existència.

## Descripció

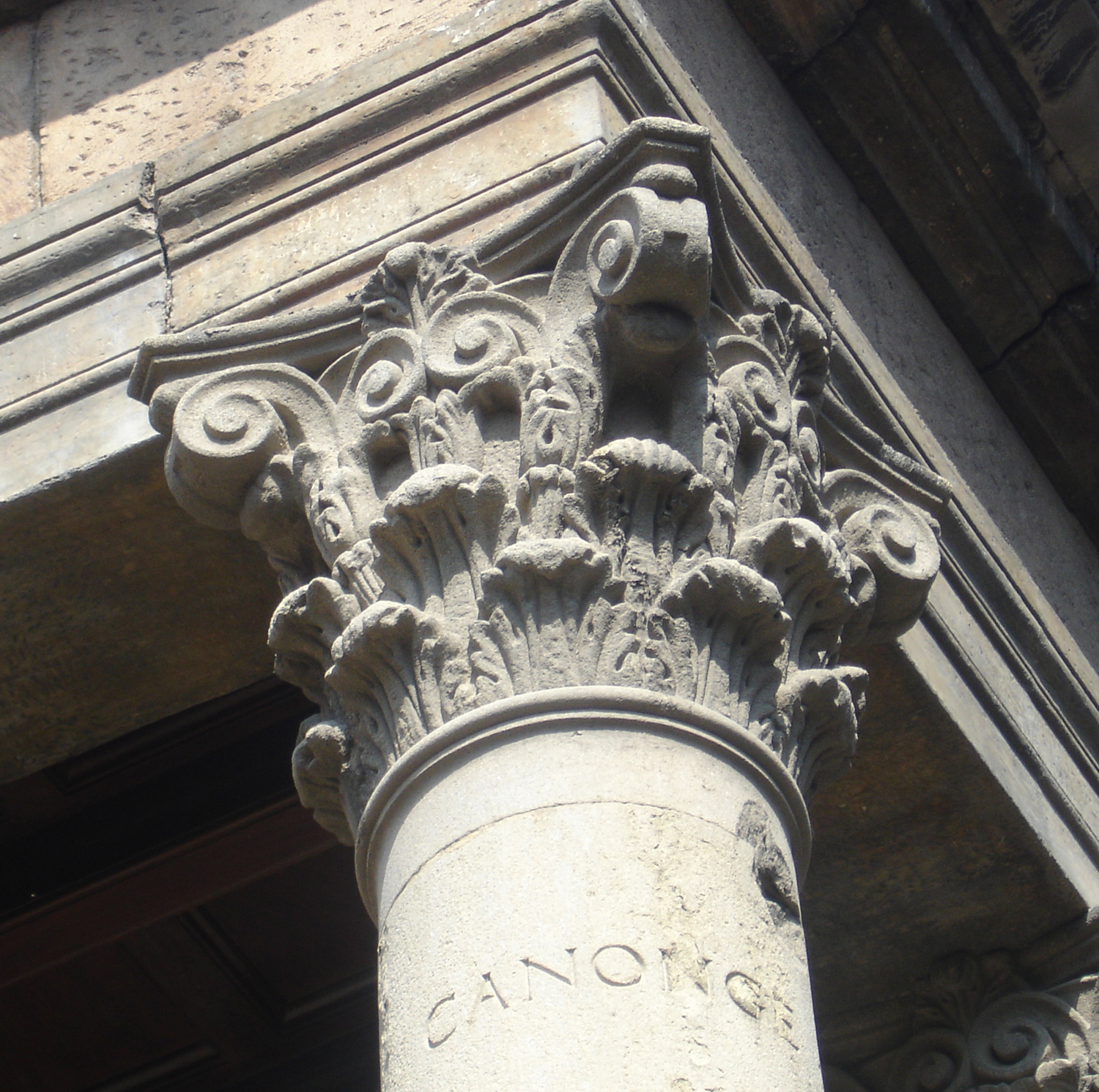
Detall d'un capitell, d'ordre corinti

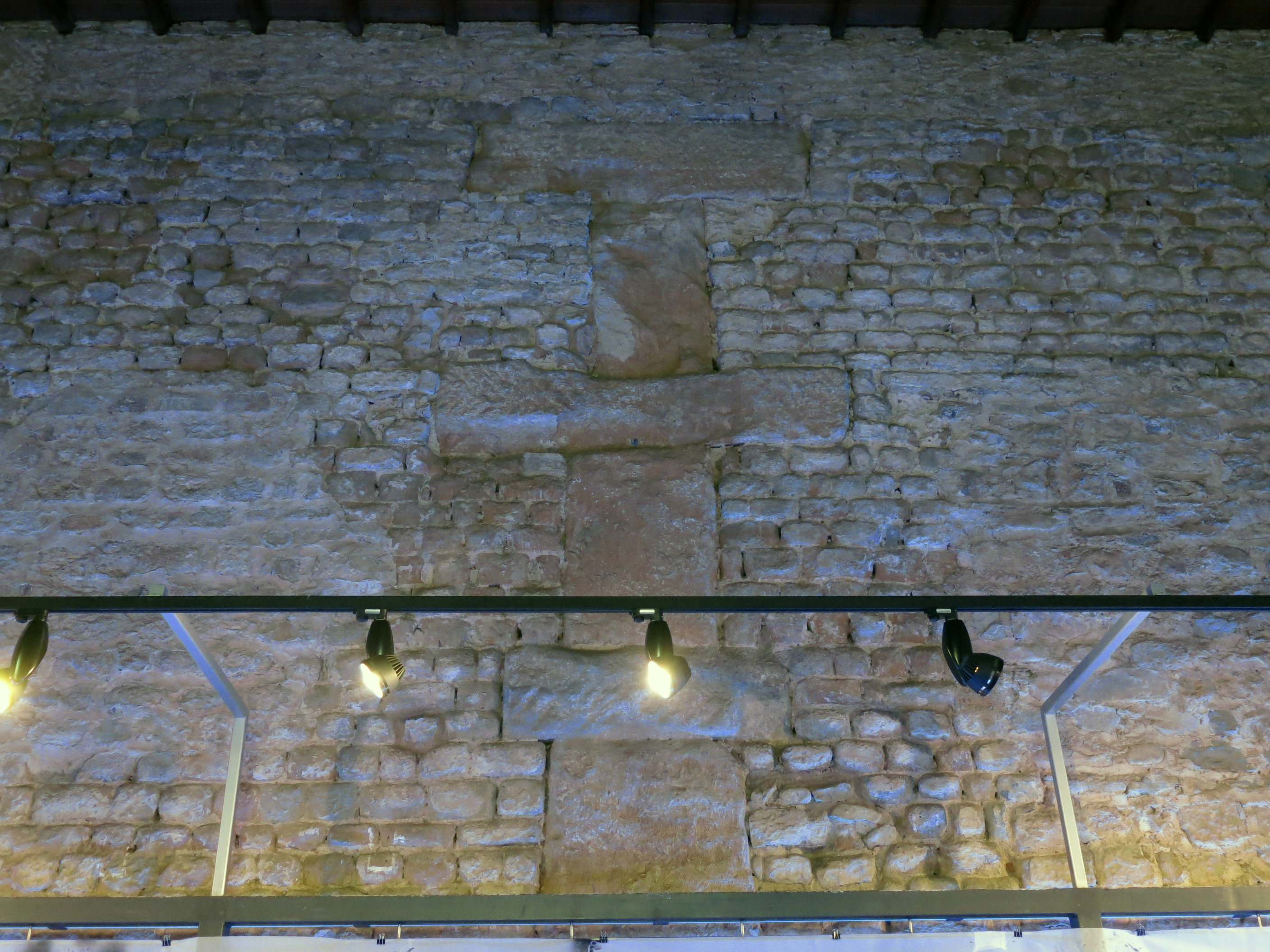
Carreus d'opus africanum a la cel·la

Pla del temple.

El temple romà de Vic, obra dels segles I-II d.C., està situat a la part alta de la ciutat, al costat de l'església de la Pietat, i dins de l'àmbit de les ruïnes de l'antic castell dels Montcada.
La cel·la del temple mesura exteriorment 12'10 m x 10'10 m. El pòrtic hexàstil i la cel·la són bastits sobre el podi del temple, al qual s'accedeix per una escalinata situada davant de la façana de llevant. Les columnes, a jutjar pels fragments originals que en resten, eren llises, amb la base jònica i el capitell corinti. Els murs de la cel·la són de grans carreus de pedra escairada a les cantonades. Els altres paraments són fets amb petits blocs de pedra. Tota la cel·la és coronada per un entaulament jònic, format per arquitrau, fris i cornisa, fets amb grans blocs de pedra.
Per sota de la cel·la, dins del cos del podi, hi ha una altra cambra, de les mateixes dimensions de la cel·la, que conté un pou, que podria datar d'època romana i que algun temps fou el pou del pati central del castell dels Montcada, època en què es feu el brocal actual. Aquesta cambra serví com a local del Centre Excursionista de Vic i com a magatzem.

## Usos
Durant el segle ii, després de la conquesta romana de la Hispània s'erigeix el temple romà, del qual es desconeix a quin déu fou dedicat (Júpiter, Juno o Minerva). L'edicte de Milà (313) feu perdre la resta d'ocupació pagana. Al segle viii, durant la presència sarraïna, l'edifici esdevingué caserna o fortalesa; Guifré el Pilós el convertí en part d'un castell (segle ix) i fou propietat i residència de la família dels Montcada a partir del segle xi, fent de residència del veguer (s. XV) i posteriorment presó i graner (s. XVI-s. XIX). Durant les desamortitzacions, el castell passà a propietat de l'estat i fou venut a subhasta pública a Miquel Sans i Jaume Casals. Durant les obres d'enderroc, el canonge Collell descobrí les restes del temple romà.

## Història
El temple pertanyia a la ciutat romana d'Ausa, que probablement fou fundada el segle I aC. No se sap del cert si anteriorment hi havia hagut un assentament ibèric.
El temple fou construït entre els darrers decennis del segle I dC i el primer quart del segle ii, tal com semblen indicar les excavacions realitzades.
La seva existència fou totalment ignorada fins a l'any 1882, en què fou trobat en enderrocar-se l'antic castell dels Montcada, que fins aleshores havia estat utilitzat com a presó. Els tres murs de la cel·la conservats (el de llevant havia desaparegut) havien fet la funció de parets internes del castell.
Un grup de vigatans il·lustres, especialment Josep Serra i Campdelacreu, arxiver municipal, en adonar-se del valor del monument, adquiriren el solar i procediren ràpidament a la seva recuperació.

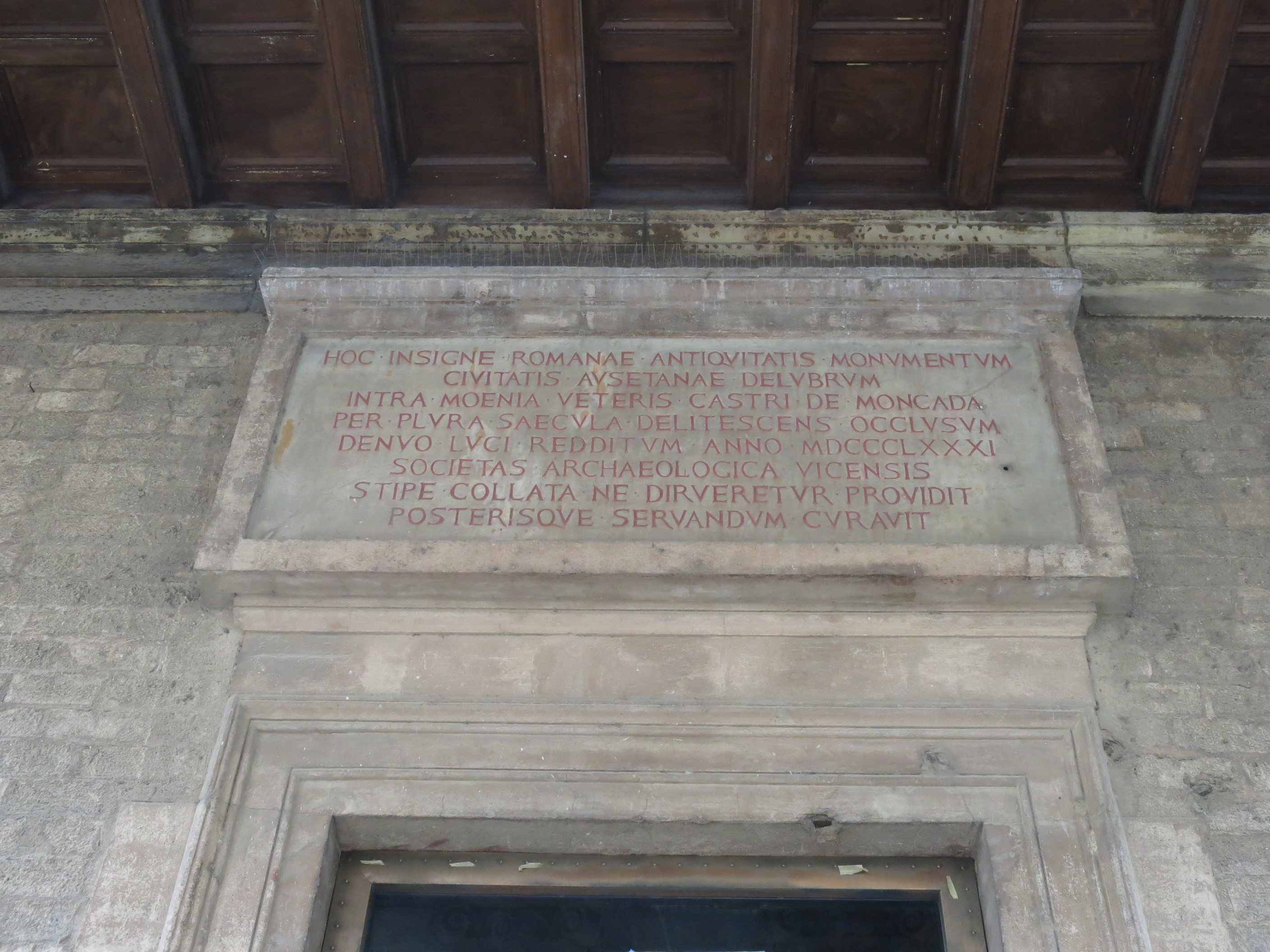
Placa en record del descobriment del temple

Es va refer la cel·la amb la seva coberta, es va fer de nou el mur de la façana, i d'acord amb l'únic capitell conservat a l'angle nord-est de l'obra i amb les mesures que proporcionava un fragment de fust de columna recuperat es va construir la columnata frontal. Finalment, l'any 1959, es va completar el frontó triangular que corona la columnata.
El monument es destina actualment a centre d'activitats culturals.
Gràcies a unes excavacions recents s'han pogut establir les dimensions del períbol o pati sagrat que envoltava el temple.
Recentment se n'ha restaurat la coberta.